# ريتشارد هال (سياسي)
ريتشارد هال (بالإنجليزية: Richard Hall)‏ هو سياسي أمريكي وكندي، ولد في 30 أبريل 1855 في سان فرانسيسكو في الولايات المتحدة، وتوفي في 29 مارس 1918 في فيكتوريا في كندا.